# 沈黙の逆襲
『沈黙の逆襲』（ちんもくのぎゃくしゅう、原題：THE KEEPER）は、2009年のアメリカ映画。

## ストーリー
ロサンゼルス市警所属のローランド・サリンジャー刑事は、金に目がくらんだ同僚トレヴァーに裏切られ、胸に銃弾を浴びるが奇跡的に生還。しかしそのせいで彼はトレヴァーに命を狙われることになる。入院先の病室でローランドを亡き者にしようとしたトレヴァーを返り討ちにしたものの、今度はリハビリが遅いことを理由に引退命令を受けてしまう。復職を望んでいただけに失意のローランドのもとに、警察特殊部隊時代の上官で今は実業家のコナーから電話が入る。彼の娘ニキータとボーイフレンドであるメイソンが何者かに襲われ、ボディガードが射殺される誘拐未遂事件が起きたというのだ。ローランドはコナーの頼みを受け、ニキータを警護するボディーガードとしてニューメキシコへと向かう。さっそくローランドはコナー邸の警備体制を強化し、ニキータを日夜警護する。しかし、ニキータはメイソンの裏切りに遭い、マフィア一味に誘拐されてしまう。一味の首領であるクロスはコナーの幼なじみでもあったが、コナーが油田開発の過程で偶然発見したウラン鉱脈の利権を我が物にしようと画策したのだった。怒りに燃えるローランドはニキータの奪還に奔走する。

## スタッフ
- 監督：キオニ・ワックスマン
- 製作： フィリップ・B・ゴールドファイン、ベンジャミン・サックス、スティーヴン・セガール
- 製作総指揮：ニコラス・シャルティエ、ビン・ダン、ジョー・ハルピン、 キオニ・ワックスマン
- 脚本：ポール・A・バーケット
- 撮影：ネイサン・ウィルソン
- 音楽：フィリップ・ホワイト
- 編集：マイケル・J・ダシー
- アソシエイト・プロデューサー：ポール・A・バーケット

## キャスト
| 役名                     | 俳優                           | 日本語吹替 |
| ------------------------ | ------------------------------ | ---------- |
| ローランド・サリンジャー | スティーヴン・セガール         | 大塚明夫   |
| コナー・ウェルズ         | ステフ・デュヴァル             | 幹本雄之   |
| ニキータ・ウェルズ       | リーズル・カーステンス         | 世戸さおり |
| ジェイソン・クロス       | ルース・レインズ               | 稲葉実     |
| メイソン                 | アーロン・シヴァー             | 土田大     |
| サイモン                 | ケヴィン・ウィギンズ           | 星野充昭   |
| マヌエロ                 | ジョニー・ヘクター             | 堀本等     |
| レジーナ                 | トライン・クリステンセン       | 加藤優子   |
| ヴィクター               | リオ・アレクサンダー           | 志村知幸   |
| トリー・ハリス           | エブ・ロティマー               | 宗矢樹頼   |
| アレグラ                 | キーシャ・シエラ               | 東條加那子 |
| トレヴァー               | ブライアン・キース・ギャンブル | 小松史法   |
| ホルヘ                   | トマス・サンチェス             | 堂坂晃三   |

- 日本語吹き替え

その他の声の出演：井田国男、一ノ渡宏昭
プロデューサー：津田哲裕、ディレクター：宮本龍也、演出：簑浦良平、翻訳：久布白仁司、録音・調整：新井保雄、日本語版コーディネーター：田中洋平、制作：ワーナー・ホーム・ビデオ、HALF H･P STUDIO